# Liste von Leuchttürmen in Rumänien
Die Liste von Leuchttürmen in Rumänien nennt Leuchttürme an der Schwarzmeer-Küste Rumäniens. Leuchtturm heißt auf rumänisch Farul.

## Liste
| Name                                           | Region          | Gewässer       | Position                         | Baujahr | Turmhöhe | Feuerhöhe | Kennung         | Bild |
| ---------------------------------------------- | --------------- | -------------- | -------------------------------- | ------- | -------- | --------- | --------------- | ---- |
| Farul nou de la Sulina                         | Kreis Tulcea    | Sulinaarm      | 45° 8′ 54″ N, 29° 45′ 33,4″ O    | 1983    | 47 m     | 49 m      | Fl(3)W.16.2s    |      |
| Alter Leuchtturm Sulina                        | Kreis Tulcea    | Sulinaarm      | 45° 9′ 40,5″ N, 29° 40′ 43,1″ O  | 1887    | 14 m     | 14 m      | gelöscht (1922) |      |
| Farul Comisiei Europene a Dunării de la Sulina | Kreis Tulcea    | Sulinaarm      | 45° 9′ 19″ N, 29° 39′ 46,8″ O    | 1870    | 18 m     | 21 m      | gelöscht (1983) |      |
| Farul Genovez                                  | Kreis Constanța | Schwarzes Meer | 44° 10′ 19,6″ N, 28° 39′ 52,7″ O | 1861    | 8 m      | 10 m      | gelöscht (1913) |      |
| Farul Constanța                                | Kreis Constanța | Schwarzes Meer | 44° 9′ 29,3″ N, 28° 37′ 49,5″ O  | 1961    | 58 m     | 87 m      | Fl(2)W.29,8s    |      |